# Огарёвка (деревня, Щёкинский район)
Огарёвка — деревня в Щёкинском районе Тульской области в составе Огарёвского сельского поселения.

## География
Находится в центральной части Тульской области на расстоянии 8 км на юг-юго-восток от города Щёкино, административного центра района.

## История
В 1926 году здесь было учтено 111 дворов, в конце 1930-х годов — 44.

## Население
Постоянное население составляло 300 человек (1926 год), 61 (русские 93 %) в 2002 году, 65 в 2010.